# Swissporarena
La Swissporarena è uno stadio multi-uso di Lucerna, in Svizzera. È stato completato nel luglio 2011 ed è usato prevalentemente per ospitare le partite casalinghe del Lucerna. Ha una capienza di 16 800 spettatori e ha sostituito il vecchio stadio della città, lo Stadion Allmend.
L'apertura sarebbe dovuta avvenire a inizio anno ma diversi problemi durante l'opera di costruzione hanno cambiato i piani.
Il primo incontro disputato nel nuovo stadio è stato quello tra la squadra casalinga e il Thun il 31 luglio 2011. L'incontro terminò con un pareggio. Il Lucerna durante la costruzione giocava nello stadio provvisorio di Gersag a Emmenbrücke.
Lo stadio aveva una capacità di 8 700 spettatori. Finita la costruzione nel campo del FC Emmenbrücke, dove la prima squadra milita nella seconda lega interregionale, le tribune sono state tolte.